# 洛根鎮區 (堪薩斯州艾倫縣)
洛根鎮區（英語：Logan Township）為位在美國堪薩斯州艾倫縣的鎮區。2010年美国人口普查中該鎮區人口有219人。

## 地理
洛根鎮區涵蓋面積84.0平方（32.4平方英里），境內無城市設立。

### 墓園
根據美國地質調查局的資料，此鎮區擁有2座墓園：
- 德維特墓園（Dewitt Cemetery）
- 埃利森墓園（Ellison Cemetery）

### 溪流
流過此鎮區的溪流有：
- 布盧迪流（Bloody Run）
- 馬德溪（Mud Creek）
- 洋蔥溪（Onion Creek）
- 奧爾溪（Owl Creek）
- 斯卡特溪（Scatter Creek）

## 人口統計
根據2010年美國人口普查，洛根鎮區人口有219人，人口密度為2.61人/平方公里。種族方面，96.8%為白人；0%為非裔美洲人；0.91%為美洲原住民；0%為亞洲人；0%為太平洋島民；1.37%為其他種族；另外有0.91%為兩個或以上的種族。而西班牙裔美國人或拉丁美洲人佔該鎮區人口的3.65%。

## 外部連結
- US-Counties.com
- City-Data.com （页面存档备份，存于）